# Mistrzowie kawalerów mieczowych

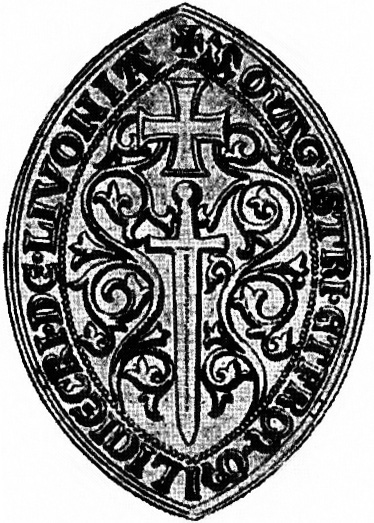

Awers chorągwi mistrza zakonu zdobyty pod Dąbkami (1431)

Rewers tejże chorągwi

Lista mistrzów kawalerów mieczowych

## Mistrzowiezakonu kawalerów mieczowych
- 1202–1208 – Winne von Rohrbach
- 1208–1236 – Volquin (Schenk von Winterstaedt)

## Mistrzowie krajowi Inflant zakonu krzyżackiego
- 1237–1238 – Hermann Balk
- 1238–1241 – Dytryk von Grüningen
- 1241–? – Andrzej von Velven
- 1244–1245 – Henryk von Heimburg
- 1245–1247 – Dytryk von Grüningen
- 1247–1253 – Andrzej von Stirland
- 1253–1254 – Eberhard von der Seine
- 1254–1257 – Anno von Sangershausen
- 1257–1261 – Burchard von Hornhausen
- 1261–1261 – Georg von Eichstätt
- 1261–1263 – Werner von Breithausen
- 1263–1266 – Konrad von Mandern
- 1266–1270 – Otto von Lauterberg
- 1271–1273 – Walter Norteck
- 1273–1279 – Ernst von Ratzeburg
- 1280–1282 – Konrad von Feuchtwangen
- 1282–1282 – Mangold von Sternberg
- 1283–1288 – Wilhelm von Schauerburg(inne języki)
- 1288–1290 – Konrad von Hazzigenstein
- 1290–1293 – Balthasar Holte
- 1294–1295 – Henryk von Dumpeshagen
- 1296–1298 – Bruno
- 1298–1306 – Gotfryd von Rogge
- 1307–1326 – Gerard von Jocke
- 1327–1328 – Reimar Hane
- 1328–1341 – Eberhard von Monheim
- 1341–1345 – Burhard von Dreyleben
- 1345–1360 – Goswin von Herike
- 1360–1365 – Arnold von Vietinghoff
- 1365–1383 – Wilhelm von Freimersheim
- 1386 – Robin von Elz
- 1391–1401 – Wennemar von Bruggenei
- 1401–1413 – Konrad von Vietinghoff
- 1413–1415 – Dytryk Tork
- 1415–1424 – Zygfryd von Lander von Spenheim
- 1424–1433 – Cysse von Rutenberg
- 1433–1435 – Franke von Kerskorff
- 1435–1437 – Henryk von Bockenworden
- 1438–1450 – Heidenreich Vinke von Owerberg
- 1450–1469 – Jan von Mengede
- 1470–1471 – Jan von Wolthuss Borch
- 1471–1483 – Bernd von Borch
- 1483–1494 – Jan Freitag von Lorinhoff
- 1494–1535 – Wolter I von Plettenberg
- 1535–1549 – Herman von Bruggenei
- 1549–1551 – Jan von Recke
- 1551–1557 – Henryk von Galen
- 1557–1559 – Johann Wilhelm von Fürstenberg
- 1559–1562 – Gotthard Kettler
- od 1561 lenno Polski – Księstwo Kurlandii i Semigalii